# Eugen Cicero
Eugen Cicero ou Eugen Ciceu (en roumain) est né le 27 juin 1940 à Cluj-Napoca, Roumanie. Pianiste, compositeur arrangeur et interprète roumain de jazz, il demeure aujourd'hui encore une célébrité internationale pour avoir repris en version jazz toutes sortes de thèmes célèbres de la musique classique (Bach, Mozart, Chopin, Liszt…). Doté d'un sens extraordinaire du swing et d'une facilité à arranger les partitions classiques pour les transcrire en version jazz, sa maîtrise du piano lui permet sur certains morceaux d'imiter Erroll Garner avec beaucoup de précision. Il est récompensé en 1976 par le « Deutscher Schallplattenpreis » (lauréat du prix du disque allemand) pour ses arrangements des compositions de Franz Schubert enregistrés sur l'album Cicero Plays Schubert. Eugen Cicero est décédé subitement le 5 décembre 1997 à Zurich (Suisse).

## Biographie
Eugen est le deuxième fils d'un couple roumain-hongrois, Theodore Ciceu prêtre et sa femme, Livia. Leur fils aîné est le percussionniste Adrian Ciceu.
En 1943, Theodore Ciceu affecté à la cathédrale de Cluj et nommé professeur à la Faculté de théologie.
En 1944, Eugen voit un piano pour la première fois et commence à jouer à deux mains, tout en rythme mélodique et harmonique, une chanson qu'il a entendue à la radio. Sa mère lui fait aussitôt suivre des cours de piano avec Aurelia Cionca (ro).
En 1949, la famille déménage à Bucarest. Eugen est inscrit à l'École de musique où il est condisciple de Ileana Cotrubaş. En 1959, il est admis au Conservatoire National de Bucarest avec ses collègues Vladimir Cosma et Richard Oschanitzky.
En 1982, Eugen Cicero fait la connaissance de la soprano Ruth Juon et décide de déménager en Suisse, où il résidera jusqu'à la fin de sa vie.
Le 5 décembre 1997, Eugen Cicero décède subitement à Zurich (Suisse).
Eugen Cicero est le frère du jazzman percussionniste Adrian Ciceu, fondateur du Cymbalom Jazz Trio et dont l'épouse est Luminița Dobrescu (ro), une chanteuse roumaine.
Roger Cicero, son fils né le 6 juillet 1970 à Berlin, est devenu lui aussi un jazzman réputé en Allemagne. Il a enregistré plusieurs disques à partir de 2006 avec le label Starwatch Music (en) (une division de Warner Music Group Central Europe Gbmh - Warner Music Group Germany Holding Germany). Ce dernier a aussi représenté l'Allemagne au concours Eurovision de la chanson 2007.

## Tournées internationales
Durant ses quelque trente années de carrière, Eugen Cicero a effectué de nombreuses tournées internationales qui l'ont mené dans le monde entier : en témoignent tous les enregistrements en public réalisés en Allemagne, Pays-Bas, Suisse, Hongrie, Japon, Danemark, Angleterre…
Il demeure particulièrement célèbre au Japon où les labels d'édition musicale lui consacrent très régulièrement des rééditions de ses albums, ainsi que des compilations spéciales réservées au marché japonais du disque.

## Discographie
Artiste prolifique, Eugen Cicero a enregistré près de 50 albums studio et en concert, en seulement 31 années de carrière. Depuis sa disparition soudaine, sa discographie s'est enrichie régulièrement de rééditions, d'enregistrements inédits et de compilations, notamment au Japon. Afin de respecter la chronologie de la discographie, les références discographiques, sont en général celles données à parution par les maisons de disques.
Eugen Cicero commence sa carrière pour le label SABA (en), qui devient MPS (Musik Produktion Schwarzwald que l'on peut traduire par Forêt noire musique production). Cette maison de disque spécialisée dans le jazz s'installe à Villingen (alors RFA) en 1968 et succède à SABA (Schwarzwälder-Apparate-Bau-Anstalt) fondé en 1958 par Hans Georg Brunner-Schwer. La distribution est assurée à partir de 1971 par BASF, et depuis 1976, les droits sont détenus par Metronome Musik GmbH.

### Enregistrements

#### Sous le nom d'Eugen Cicero et très souvent en trio
Hans Georg Brunner-Schwer, le fondateur de SABA est le producteur de tous les premiers albums d'Eugen Cicero.
En solo
- 1969[n 2] : Und jetzt spielt Eugen Cicero ∫ LP Hör zu - Hör zu SHZEL LP 87
- 1976 : Eugen Cicero – Piano Solo ∫ LP Intercord Schallplatten - Intercord LP 160.047
- 1978 : SoloPiano (Live-concert) ∫ CD N+OUT Records - IOR CD 77073-2
- 1992 : Cicero plays Gershwin ∫ LP/CD Mediaphon Records - Mediaphon, Stuttgart CD MED 72.131 & (Vol.2 Piano Book : MADACY Music Group, Canada - HCT-2-8808, 1995).
- 2002 : Piano Dreams avec le Münchener Philharmoniker

Avec Peter ''Fiffi'' Witte à la contrebasse et Charly Antolini à la batterie
- 1965 : Rokoko Jazz ∫ LP MPS Schallplatten - MPS 15027 ST
- 1965 : In Town ∫ LP MPS Schallplatten - MPS 15 046 ST
- 1965 : Cicero's Chopin ∫ LP MPS Schallplatten - MPS 15068 ST
- 1966 : Swinging Tschaikowsky ∫ LP MPS Schallplatten - MPS 15087 ST
- 1966 : Romantic Swing Liszt ∫ LP MPS Schallplatten - MPS 15156 ST
- 1967[n 3] : Klavierspielereien ∫ LP MPS Schallplatten - MPS 15209 ST (Réédition : MPS 12 005)
- 1973 : Swinging Classics (Double LP, reprise en compilation des deux albums de Franz Liszt et Tschaikowsky (1966)) ∫ 2LP Metronome / MPS Schallplatten - MPS 29 21684-5 ou MPS 0088.039

Avec Johann Anton Rettenbacher (de) à la contrebasse et Charly Antolini à la batterie
- 1970 : Balkan Rhapsodie ∫ LP MPS Schallplatten/ MPS - MLP 15 295 ST
- 1970 : Marching The Classics ∫ LP Metronome / MPS - MLP 15 362
- 1985 : Classics in Rhythm (compilation) ∫ LP Metronome / MPS - MPS (Polydor) 817 924-2

Avec Johann Anton Rettenbacher (de) à la contrebasse et Dai Bowen à la batterie
- 1970[n 4] : The one and Only Eugen Cicero Trio[n 5] ∫ LP EMI Columbia Records - EMI Columbia C 052 28652
- 1972 : Live at the Berlin Philharmonie ∫ LP Intercord Schallplatten - Intercord LP 28 779-7 Z
- 1976 : Starportrait[n 6] ∫ LP Intercord Schallplatten - Intercord Doppel LP 155.009
- 1977 : My Lyrics - Eugen Cicero Trio in Tokyo ∫ LP / CD Denon - Nippon Columbia NCP - 8503-N / YX-7510-ND p 1977.4

Avec Johann Anton Rettenbacher (de) à la contrebasse et Ronnie Stephenson à la batterie
- 1973 : Cicero in London ∫ LP Intercord Schallplatten - Intercord LP 28 592-4 U / CD Overseas Records CD 30 CP 181
- 1987 :  Eugen Cicero & His Friends : Berlin Reunion[n 7] ∫ LP Monopol Records - Monopol LP 57235033 CH, M 5002

Avec le Württembergischen Kammerorchester Heilbronn (en) dirigé par Jörg Faerber (en)
- 1973 : Ciceros Chopin Festival∫ LP Intercord Schallplatten - Intercord 28 546-OU
- 1975 : Cicero Plays Schubert (Deutscher Schallplattenpreis) ∫ LP Intercord Schallplatten - Intercord NT 160.009 / Intercord 28 546-OU
- 1979 : Gerling Konzert I ∫ LP Gerling-Konzern Privat - Recording of Gerling / Musik der Generationen (Hors-commerce)

Avec Guy Pederson à la contrebasse, Daniel Humair à la batterie, et Adrian Ciceu aux percussions
- 1976 : Eugen Ciceros Concerto[n 9]∫ LP Intercord Schallplatten - Intercord LP 28 768-0 U
- 1978 : Eugen Cicero : Jazz Meets Classic (double album)∫ 2CD ZYX produit par Otto W. Beerstecher - (ASIN B000GFKU8Q) - FANCD 7000-2

Avec Nils Henning Orsted Pedersen à la contrebasse et Tony Inzalaco à la batterie
- 1977 : In Concert ∫ LP Intercord Schallplatten - Intercord LP 180.030
- 1977 : For my Friends (live recorded, March 1977, Kleines Theater, Berlin) ∫ LP Intercord Schallplatten - Intercord LP INT 130.010

Avec Johann Anton Rettenbacher (de) à la contrebasse et Joe Nay à la batterie
- 1978 : Balladen ∫ LP Intercord Schallplatten - Intercord INT 145.015

Avec Günther Lenz à la contrebasse et Ralf R. Hübner à la batterie
- 1979 : Gerling Konzert II ∫ LP Gerling-Konzern Privat - Recording of Gerling / Musik der Generationen (Hors-commerce)

Avec Jan Varland à la contrebasse et Joe Nay à la batterie
- 1982 : Türkischer Marsch ∫ LP Teichiku Records, Japan - Europa LP 111 490.5 LC 0967 et « Silhouette Romancs » - UOS 279-V Distributed by Overseas Records 30 CP-18

Avec John Clayton à la contrebasse et Billy Higgins à la batterie
- 1983 : Eugen Cicero Trio : Spring Song ∫ LP Timeless Records - Timeless SJP 198

Avec Roman Dylag à la contrebasse, Garcia Morales à la batterie et Wilhelm Krumbach à l'orgue (+ Cembalo, Hammerflügel)
- 1983 : Der Klassik neue Kleider (Live in der Stadthalle Bingen) ∫ LP SWF Records - SWF ?
- 1985 : Jazz Bach[n 10] ∫ LP Timeless Records - Timeless SJP 216

Avec Hans Lengefeld à la contrebasse et Ronnie Stephenson à la batterie, accompagnés par l'Orchestre Philharmonique de Munich sous la direction de Cedrik Dumont
- 1985 : A love's dream ∫ LP Elite Special Records - Elite Special CDE 753 & Europhon Record [3]

Avec Henk Haverhoek à la contrebasse et John Engels à la batterie
- 1986 : Whisper From Eternity ∫ LP Denon / Nippon Columbia - Denon CCK5216 - AX
- 1987 : Klassik Modern[n 11] ∫ LP Deutsche Bank Albstadt - Deutsche Bank Albstadt Nr. 1001
- 1987 : Rokoko Jazz II ∫ LP Timeless Records - Timeless SJP 255

Avec Aladar Pege à la contrebasse et Ringo Hirth à la batterie.
- 1989 : Eugen Cicero Trio : Humoresque in Budapest (live enregistré par Hungarian Radio ∫ LP Krem / Hungarton Budapest - Krem SLPX 37301
- 1990 : Cicero Handmade (Collection Werci Grand Piano)[n 12] ∫ CD Wersi CD WMP 91.204
- 1992 : Eugen Cicero Trio : Maritime in Music ∫ CD Cicero Music CH Grüth réalisé pour la promotion de l'entreprise hôtelière Maritim Hotel
- 1992 : Phoenix (autre titre de l'album Last Scene / enregistré entre le 4 et 8 décembre par Hungarian Radio) ∫ LP/CD Music of Change / Merkton Baden-Baden - Alfa Jazz ALCR-286

Avec Decebal Badila à la contrebasse et Ringo Hirth à la batterie
- 1995 : Eugen Cicero Trio : Lullabies ∫ CD Meldac Jazz (Japon) - Meldac Jazz MECJ 300 12.

Avec Decebal Badila à la contrebasse
- 1993 : Easy Listening[n 13] ∫ CD Intersound CD ISCD 171
- 1996 : Swinging Piano Classics (Enregistré le 13 décembre 1996, concert live à Überlingen am Bodensee, Kursaal). ∫ CD In+Out Records - In+Out IOR 77047-2

#### Eugen Cicero Quintett
Formé par Eugen Cicero (piano), Freddie Brocksieper (batterie), Benny Bailey (trompette), Dick Spencer (sax. alto), Don Menza (sax. ténor).
- 1968 : Eugen Cicero Quintett ∫ LP Metronome Records GmbH – MLP 15 304

#### Toots Thielemans/ Eugen Cicero
Avec Eugen Cicero (piano), Jean "Toots" Thielemans (mouth organ, guitar and whistle), Hans Rettenbacher et J. Ehlers (contrebasse), P. Levinson (batterie), Adi Feuerstein (flûte) et Adrian Ciceu (batterie, percussions)
- 1979 : Nice to Meet You (pressage export) ∫ LP Columbia Records – Columbia YX 7305 AX
- 1979 : Nice to Meet You ∫ LP Intercord Schallplatten - Intercord LP 145.034 – Columbia YX 7305 AX
- 1981 : Nice to Meet You (réédition japon) ∫ LP Denon Records / Columbia – DENON Japan YX-7305-AX
- Rééditions CD sous différents titres Romantic Valses et Midnight Cruiser (Denon Japon)

#### The Jerry Man Orchestra
Le Jerry Man Orchestra est conduit par Johann Anton Rettenbacher (de) avec Eugen Cicero (p), J.A.Rettenbacher (b), Garcia Morales (dr).
- 1984 : Don’t Stop My Dreams ∫ LP Denon Columbia - Denon YX-7346 LP

#### Eugen Cicero withSylvia Mason-James
- 1992 : Live for Today (gospel) ∫ EP 12 / CD Spaghetti Recording Columbia CIAOX 7DJ et Polydor UK

#### Horea Crishan& Eugen Cicero
Avec Horea Crishan à la flûte et Johann Anton Rettenbacher (de) à la contrebasse.
- 1988 : A Touch of Love ∫ LP / CD Denon Nippon Columbia Co.Ltd - Denon Nippon Columbia 30CY-2638

#### Eugen Cicero /Rudiger Piesker
- 1993 : Traumnoten (Eugen Cicero et le RIAS Tanzorchester Berlin Orchestra dirigé par Rudiger Piesker) ∫ CD Intersound Record - Intersound ISCD 138[4]

#### Eugen Cicero &Ruth Juon,soprano
- 1996 : Cicero & Ruth Juon : Ruth Juon with Dennis Armitage DRS Sextet (accompagnement par le trio sur 3 titres seulement) ∫ CD Vision of Paradise - Vision of Paradise CD 31 1001 / ISRC CH-227
- 1996 : Pas de Deux ∫ CD Vision of Paradise - Vision of Paradise CD 991 194 / ISRC CH-227

### Compilations
- 1976 : Highlights ∫ LP MPS Schallplatten - MPS 22 22729-4
- 1985 : Classics in Rythm
- 2002 : The Best of Eugen Cicero (période 1983-1985) (diffusé au Japon seulement) ∫ CD BMG / Timeless Records - Manufactures by BMG Funhouse Inc.Tokyo, Japan BVCJ-37307
- 2006 ; Swing the Classics with MPS (période 1965-1970) ∫  Universal Music Classics & Jazz /MPS-Records CD 00289 4762788 3
- 2006 : Eugen Cicero Trio : Menuetto (avec peut-être des inédit ? de 1983-1987-1995[n 14]) ∫ CD Key'Stone Music CD PCCY-30098
- 2007 : Swing With Cicero

### Musique de film
- 1967 : Rheinsberg - Bande originale composée par Hans-Martin Majewski pour le film de Kurt Hoffmann[5]. À noter que le titre Rheinsberg Walzer interprété par Eugen Cicero Trio a connu un certain succès notamment en Allemagne où il fut classé au hit-Parade (German Charts).
- 1969 : Ein Tag ist schöner als der andere - Bande originale du film de Kurt Hoffmann[6].

### Documentaire
- 2017 : My Father Name - Documentaire (Latemar Film)[7] sur Eugen Ciceu-Cicero, avec Roger Cicero, Adrian Ciceu et Vladimir Cosma.

## Récompenses
- 1976 : « Deutscher Schallplattenpreis » (lauréat du prix du disque allemand) pour ses arrangements des compositions de Franz Schubert enregistrés sur l'album Cicero Plays Schubert avec le Württembergischen Kammerorchester Heilbronn dirigé par Jörg Faerber.